# Probleemwijken (televisieprogramma)
Probleemwijken was een omstreden Nederlands televisieprogramma van SBS6. In dit programma werden gebeurtenissen in een probleemwijk gefilmd. In de gefilmde probleemwijken kwam vaak de politie langs, er was sprake van openbare dronkenschap en de mensen zijn veelvuldig in aanraking geweest met justitie.
Het programma was erg omstreden omdat na de uitzending van de Graafsewijk in 's-Hertogenbosch nog dezelfde nacht als gevolg van de uitzending rellen uitbraken. Men gooide onder andere met spullen naar de politie, stak auto's in brand en ruiten van woningen en scholen werden ingegooid. De rellen hebben 4 dagen aangehouden, waarna met hulp van de ME de rust langzaamaan terugkeerde.
Twee mensen die in de serie voorkwamen uit een van de probleemwijken hebben zelfmoord gepleegd.
De toenmalig SBS-hoofdredacteur Taco Rijssemus bekende in 2014 in een interview met Vice dat het uitzenden van een bepaalde scène een foute beslissing was geweest. Het ging hierbij om de scène waarin Willem, een bewoner van de Graafsche Wijk in 's-Hertogenbosch, toegeeft dat hij de dochter van zijn vriendin seksueel heeft misbruikt. Toen de verslaggever van Vice hem vroeg of de scène te ver ging reageerde Rijssemus: "[...]dat is achteraf een foute beslissing geweest. We hadden hem onherkenbaar kunnen maken, maar ja. Dat was ook weer zoiets. Het was een groot dilemma, en ik zou het nu niet meer doen. [...] Ik heb het onderschat. Misschien had ik alleen het incestverhaal moeten weglaten." Ook gaf Rijssemus in het interview aan dat hij niet had verwacht dat er geweld zou ontstaan na het uitzenden van deze aflevering.

## Geruchten
Er werd ook gesuggereerd dat de mensen in de serie werden betaald om bepaalde dingen te doen, zo meldde H. Crielaars in een plaatselijk dagblad. Ook deelnemers Geert, Bart en Christina uit Assen-Oost lieten in een televisie-uitzending van De Leugen Regeert weten dat meerdere momenten uit de aflevering niet op waarheid berustten.
Deelneemster Fransien, uit de Graafsewijk in 's-Hertogenbosch, ontkende in NOVA dat SBS6 geld en/of drank zou hebben aangeboden.

## Populaire cultuur
Jaren na de uitzendingen blijft het programma populair. Het woord kankerkachel, een uitspraak van de bewoner Kees in de uitzending over de wijk Woensel in Eindhoven, is een meme geworden op het FOK!forum en andere media. In 2005 deden gebruikers van het forum een poging om het woord kankerkachel het woord van het jaar te maken. Hoewel het woord na vele stemmen op nummer 1 stond heeft de organisatie van Het Woord Van Het Jaar het woord verwijderd. Ook populair blijft Willem uit de Graafsewijk die de oorzaak van zijn financiële problemen afdeed met de zin: "Het is de schuld van de Rabobank". De foto met ondertiteling wordt geregeld gebruikt in discussies waar mensen klagen over schulden. In 2012 is een populaire facebook-community ontstaan die een oproep doet naar SBS6 om een tweede seizoen te maken. In de community werden ook T-shirts verkocht met opdrukken van bekende probleemwijkenbewoners en diens uitspraken.

## Afleveringen
- 1: Assen, Assen-Oost
- 2: Den Haag, Duindorp
- 3: Leeuwarden, De Wielenpolle
- 4: Eindhoven, Woensel-West
- 5: Groningen, Oosterparkwijk
- 6: 's-Hertogenbosch, Graafsepoort, zuidelijk deel van de buurt Hinthamerpoort (in de volksmond beter bekend als ‘Barten zuid’)
- - Utrecht, Geuzenwijk (Betonbuurt) (geannuleerd)[9]